# Brasserie Boon
Pour les articles homonymes, voir Boon.
Vous pouvez aider à l'améliorer ou bien discuter des problèmes sur sa page de discussion.
- Il ne cite pas suffisamment ses sources. Vous pouvez indiquer les passages à sourcer avec {{référence nécessaire}} ou {{Référence souhaitée}}, et inclure les références utiles en les liant aux notes de bas de page. (Marqué depuis mars 2021)
- Il contient une ou plusieurs listes. Le texte gagnerait à être rédigé sous la forme d’un ou plusieurs paragraphes synthétiques, afin d’être plus agréable à lire. (Marqué depuis mars 2021)

- Archive Wikiwix
- Bing
- Cairn
- DuckDuckGo
- E. Universalis
- Gallica
- Google
- G. Books
- G. News
- G. Scholar
- Persée
- Qwant
- (zh) Baidu
- (ru) Yandex
- (wd) trouver des œuvres sur Wikidata

La Brasserie Boon (en néerlandais : Brouwerij Boon) est une brasserie située à Lembecq dans la commune de Hal en province du Brabant flamand en Belgique. Elle produit des bières de type lambic caractéristiques de la vallée de la Senne.

## Histoire
En 1680, Jean-Baptiste Claes ouvre une distillerie de genièvre à Lembecq. L'entreprise prospère et Claes a commencé à brasser de la bière à Hondzocht, un hameau de Lembecq. 
Après la Révolution française, les affaires brassicoles déclinent et la famille Claes loue la brasserie de Hondzocht en 1809 à Jean-Baptiste Paul. Son fils Louis Paul achète les bâtiments en 1860 et fonde la brasserie Saint-Roch. Il brasse le lambic et expérimente la gueuze. 
La brasserie passe en 1898 à la famille Troch qui investit dans la brasserie et y installe un moteur à vapeur. Pendant la Première Guerre mondiale les cuves de brassage en cuivre sont  saisies. Après la guerre, la production redémarre mais la brasserie Troch succombe à la crise et, en 1927, tombe en faillite. La brasserie est ensuite rachetée par la famille De Vits. René De Vits se consacre au brassage de la gueuze. 
Le moût est désormais acheté dans d'autres brasseries, subit une fermentation spontanée puis est vieilli en barriques avant d'être coupé. Pendant des décennies, peu d'investissements sont réalisés et la production finit par descendre à 150 hectolitres par an.
En 1978, René De Vits vend la brasserie à Frank Boon. En 1984, celui-ci achète aussi une usine métallurgique en faillite à Lembecq qu'il transforme en brasserie. La brasserie quitte Hondzocht pour la ville de Lembecq lui-même et la première bière y est produite à l'automne 1990 en partenariat avec Palm Belgian Craft Brewers qui entre dans le capital à concurrence de 50 %. La production augmente de façon constante : 450 hl en 1990, 5 000 hl en 2000, 11 300 hl en 2009, 14 000 hl en 2011.
À la suite d'investissements importants, une nouvelle brasserie est construite en 2013 à Lembecq, Fonteinstraat à proximité immédiate de la Senne (sur la rive gauche) et à environ un kilomètre de la limite avec la région wallonne.
Le partenariat avec Palm Belgian Craft Brewers prend fin le 30 juin 2014 et la brasserie retrouve son autonomie.
La brasserie est membre du Haut conseil pour lambiques artisanales (HORAL) dont Frank Boon était le président.
En 2021, Frank Boon a décidé de remettre les clefs de la brasserie à ses deux fils Jos et Karel,. Par ailleurs, cette transition à amené à la présentation d'une nouvelle bière, l'Apogée, une gueuze réalisé à partir de lambics qui a mûri dans le plus ancien foudre de la brasserie et dans le plus récent.

## Principales bières

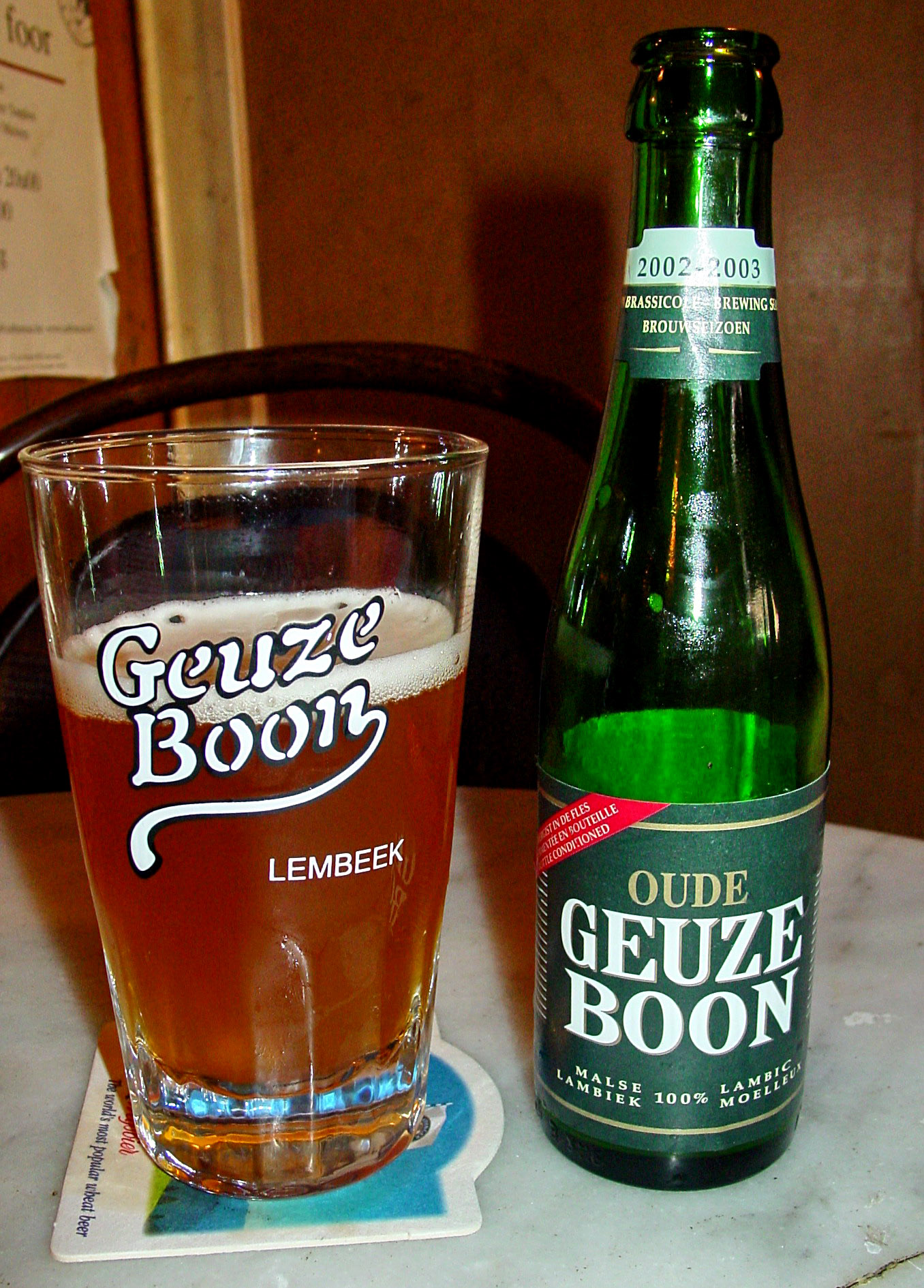
Oude Geuze boon

La brasserie produit une vingtaine de bières à fermentation spontanée parmi lesquelles on retrouve l'Oude Geuze Boon (à l'ancienne), la Framboise Boon, la Kriek Boon, la Gueuze Mariage Parfait, l'Oude Geuze Boon Black Label, la Kriek Mariage Parfait, l'Oude Kriek Boon ou encore la Faro Boon,. Toutes ces bières titrent entre 4 % et 10 % d'alcool.

## Récompenses
Médailles remportées lors des World Beer Cup Awards par la brasserie Boon :
- 2004 : Médaille d'argent : Oude Geuze Mariage Parfait
- 2008 : Médaille d'or : Oude Geuze Boon
- 2010 : Médaille d'or : Geuze Mariage Parfait + Médaille d'argent : Oude Geuze Boon
- 2012 : Médaille d'or : Oude Geuze Boon
- 2014 : Médaille d'or : Oude Kriek Boon + Médaille de bronze : Oude Geuze Boon
- 2016 : Médaille d'or : Oude Geuze Black Label Boon